# Воронцов, Михаил Илларионович
Граф (1744) Михаи́л Илларио́нович Воронцо́в (12 [23] июля 1714 — 15 [26] февраля 1767) — русский государственный деятель и дипломат, которому обязан своим возвышением род Воронцовых. Один из ближайшего окружения Елизаветы Петровны и Петра III, участник дворцового переворота 1741 года. С 1744 года — вице-канцлер, в 1758—1765 гг. — канцлер Российской империи. Строитель и первый владелец Воронцовского дворца в Санкт-Петербурге и Воронцовой дачи на Петергофской дороге.

## Биография
Родился 12 (23) июля 1714 года в семье ростовского воеводы Иллариона Гавриловича Воронцова (1674—1750) и его супруги Анны Григорьевны, урождённой Масловой (ум. 1740). Его родители — мелкие помещики, владевшие всего двумястами душами крестьян. 
Четырнадцати лет он был определён камер-юнкером при дворе великой княжны Елизаветы Петровны; вместе с Шуваловым стоял сзади саней, на которых цесаревна поехала в казармы Преображенского полка в ночь провозглашения её императрицей; он же вместе с Лестоком арестовал Анну Леопольдовну с её семейством. За это Елизавета пожаловала его действительным камергером, поручиком новоучреждённой лейб-компании и сделала владельцем богатых поместий. Ему был пожалован лейб-компанейский герб с девизом Semper immota fides («Верность никогда непоколебимая»). Женой Михаила Илларионовича стала 3 января 1742 года графиня Анна Карловна Скавронская, двоюродная сестра государыни.
Грамотой императора Карла VII, от 16 (27) марта 1744 года, генерал-поручик, действительный камергер и лейб-компании поручик Михаил Илларионович Воронцов был возведён, с нисходящим его потомством, в графское Римской империи достоинство и вслед за тем назначен вице-канцлером. Поскольку у него не было мужского потомства, римский император Франц I, грамотой от 8 (19) января 1760 года, разрешил распространить графское Римской империи достоинство на родных братьев — действительного камергера, генерал-поручика Романа и действительного камергера Ивана Илларионовичей Воронцовых, с нисходящим их потомством.
При иностранных дворах Воронцов пользовался репутацией миролюбца, не желающего вмешивать Россию в европейские войны. В елизаветинском правительстве он сдерживал проавстрийскую направленность политики канцлера А. П. Бестужева-Рюмина, ибо в большей степени ориентировался на Францию.
В 1746 году Воронцов оказался в немилости и не у дел: ему повредили сношения с Фридрихом II и дружба с опальным Лестоком. Обвинения были выдвинуты в то время, когда вице-канцлер «взял отпуск и стал разъезжать по Европе, удивляя Париж халатом на пуху из сибирских гусей, а папу Бенедикта XIV необыкновенной глупостью, проявленной им в разговоре о воссоединении церквей». По возвращении в Петербург ему удалось оправдаться от навета и вернуть себе расположение императрицы. Также удалось отвести позднее обвинения австрийского лагеря в получении взяток от прусского короля. В качестве компенсации ему был дарован городок Мариенбург в Лифляндии.
Когда в 1758 году канцлера Бестужева постигла опала, на его место был назначен Воронцов. Унаследовав от Бестужева-Рюмина так называемую «систему Петра» — союз с Австрией (против Турции), он при Елизавете Петровне деятельно продолжал войну с Пруссией, но при Петре III едва не вступил с ней в союз. Вяло пытался отговорить Петра от войны с датчанами за Голштинию. 

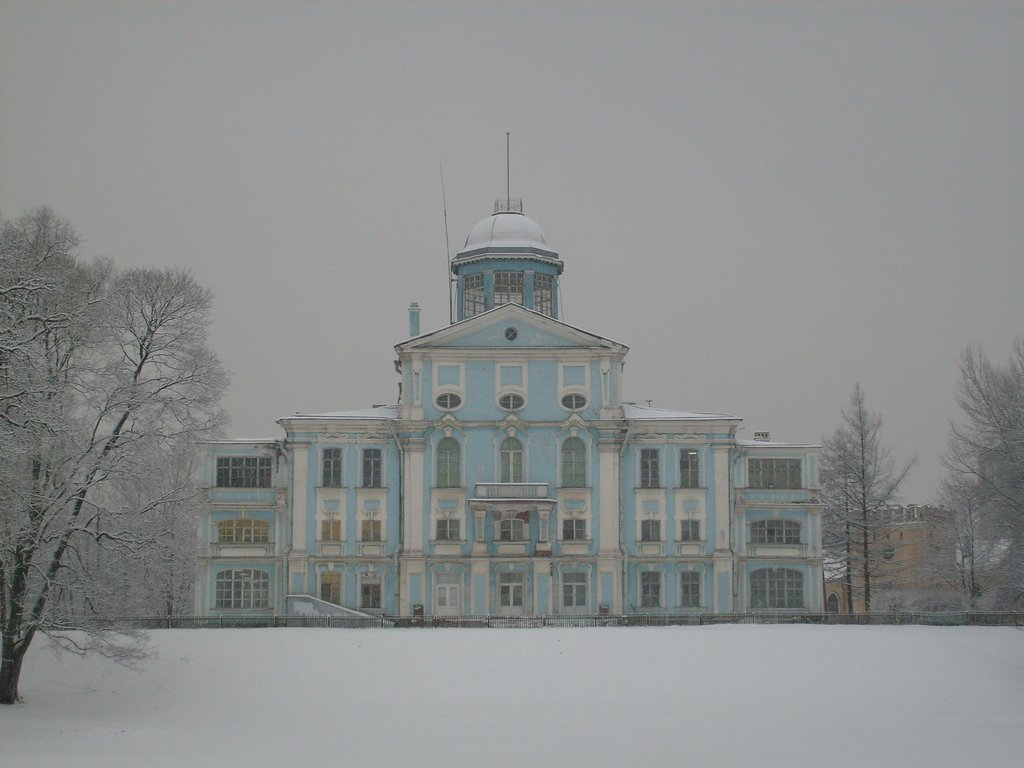
Воронцова дача на Петергофской дороге

Воронцов был весьма привержен Петру, который заявлял о намерении взять в жёны его племянницу, Елизавету Романовну. Даже после переворота 29 июня 1762 года он старался отстоять его права. Находясь с императором в Ораниенбауме, он вызвался ехать в Петербург, чтобы «усовестить» Екатерину и попал под домашний арест за отказ присягнуть императрице. Он принёс присягу одним из последних, когда услышал о смерти Петра Фёдоровича.
Тем не менее Екатерина II, видевшая в нём опытного и трудолюбивого дипломата, оставила его канцлером. Необходимость делить свои труды (по дипломатическим сношениям) с Н. И. Паниным, державшимся совершенно другой системы, вытекавшие отсюда недоразумения с ним и другими приближёнными императрицы, например с Григорием Орловым, и холодность самой императрицы вкупе с обострившимися недугами вынудили Воронцова в 1763 году уехать в длительный заграничный отпуск.
Несмотря на щедрость императрицы Елизаветы, пожаловавшей ему деревни и заводы, он постоянно нуждался в деньгах, вечно просил субсидий или об уплате долгов и выпрашивал всё, что только было возможно. Чтобы покрыть издержки на строительство дворцов, он вступал в рискованные предприятия, в том числе связанные со спекуляцией хлебом и с иностранным капиталом. В конце концов свой недостроенный дворец на Садовой улице он продал в казну, а далёкий Мариенбург уступил лифляндскому помещику Фитингофу.
По возвращении в Россию в 1765 году он пытался вернуться к делам, но был уволен от службы, после чего поселился в Москве, где и скончался 15 (26) февраля 1767 года. Погребён рядом с родителями в монастыре на Воздвиженке, который был снесён в 1934 году. Единственная дочь Анна Михайловна пережила его ровно на два года. Поскольку она не жила со своим законным мужем А. С. Строгановым и детей не имела, наследство канцлера после судебных разбирательств было поделено между его братьями.

## Характеристика личности

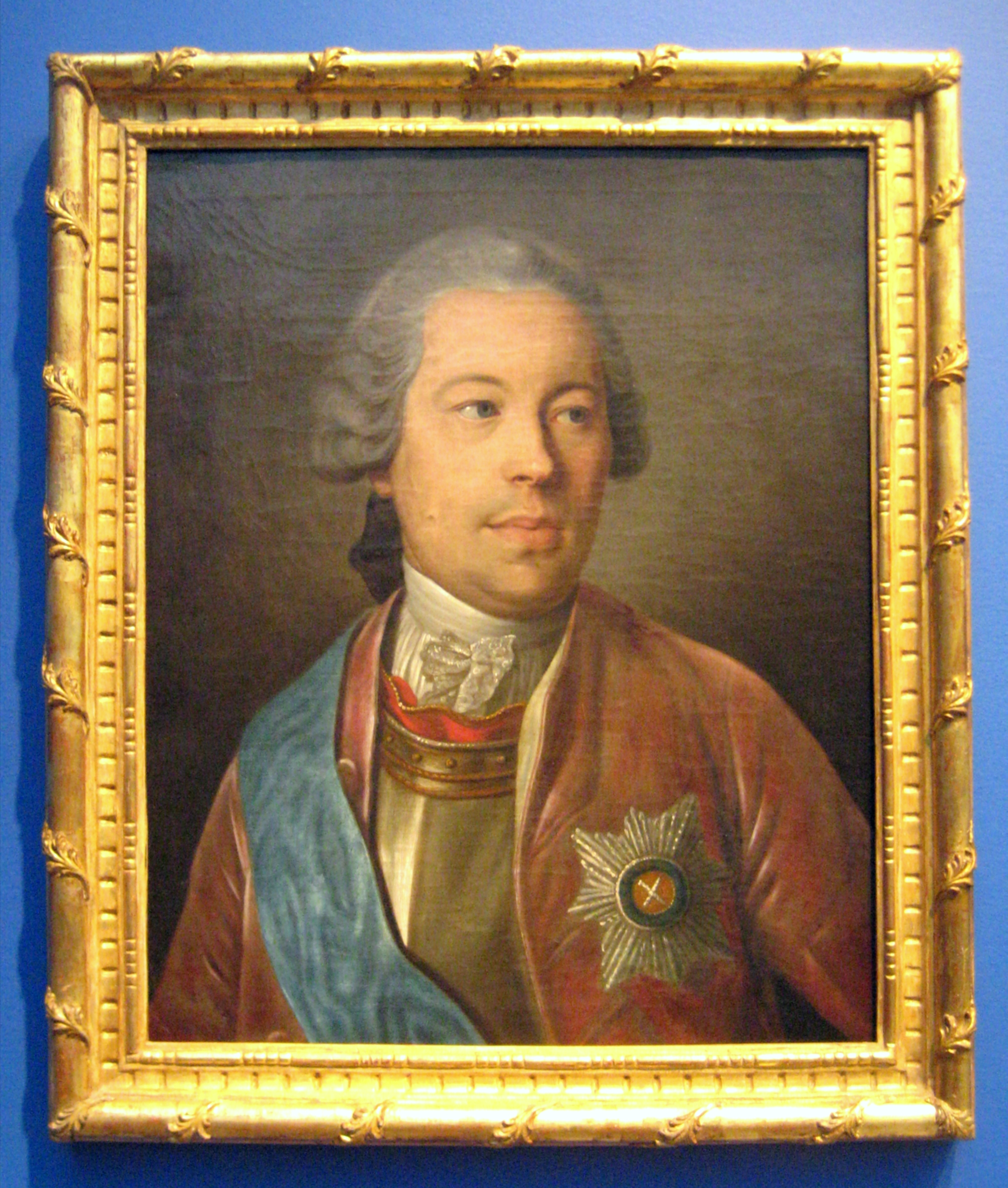
Портрет из музея «Кусково»

Оценки личности Воронцова в исторической литературе весьма разноречивы. «Продажный, но в известном смысле всё-таки честный человек», — такую парадоксальную характеристику дал ему К. Валишевский. Малоспособным и малообразованным считал его К. Г. Манштейн. Не жаловавшая Воронцова императрица Екатерина II высказывается безапелляционно: «Гипокрит, каких не бывало, вот кто продавался первому покупщику; не было [иностранного] двора, который бы не содержал его на жаловании».
Нельзя отказать Воронцову в сдержанности и осторожности. Иностранные посланники тщетно ждали от него решительных ответов. Он обнадёживал всех, но скрывал истинные намерения. По мнению ряда иностранных наблюдателей, Воронцов был поставлен во главе ведомства иностранных дел как ширма, прикрывающая братьев Шуваловых. Он был гораздо более образован и обходителен, чем Шуваловы, и потому идеален «для представительства и обмена любезностями с послами».
М. И. Воронцов покровительствовал М. В. Ломоносову и на его средства был воздвигнут мраморный памятник на могиле учёного.

## Дети
В браке с графиней Анной Карловной Скавронской (1722—1775), двоюродной сестрой императрицы Елизаветы Петровны, имел четверых детей:
- Анна (13 апреля 1743 — 21 февраля 1769), замужем за графом А. С. Строгановым;
- Николай (23 февраля 1751 — 23 апреля 1751);
- Мария (14 января 1753 — 25 июля 1753);
- Елизавета (11 июля 1757 — 16 июня 1758).

Ввиду отсутствия у канцлера прямых наследников мужского пола продолжателями рода Воронцовых были его братья — Роман Илларионович (1717—1783) и Иван Илларионович (1719—1786).

## Киновоплощения
- 1991 — Молодая Екатерина — Франко Неро
- 1996 — Екатерина Великая — Иэн Ричардсон
- 2005 — Фаворит — Владимир Артёмов
- 2014 — Екатерина — Константин Тополага
- 2015 — Великая — Валерий Кухарешин
- 2022 — Елизавета — Никита Григорьев
- 2021 — Казанова в России. Тайная миссия — Валерий Кухарешин